# رحلة الزهرة
رحلة الزهرة هو مسلسل دراما صيني من بطولة والاس هو وزهاو ليينغ، المسلسل مبني على رواية تحمل نفس الاسم.تم عرض المسلسل في الفترة من 9 يونيو حتى 7 سبتمبر 2015.

## روابط خارجية
رحلة الزهرة على موقع IMDb (الإنجليزية)
- رحلة الزهرة على موقع كينوبويسك (الروسية)
- رحلة الزهرة على موقع قاعدة بيانات الفيلم (الإنجليزية)